# (36431) 2000 PJ12
2000 PJ12 (asteroide 36431) é um asteroide da cintura principal. Possui uma excentricidade de 0.14641570 e uma inclinação de 7.41676º.
Este asteroide foi descoberto no dia 2 de agosto de 2000 por LINEAR em Socorro.